# Gare de Zugló
La Gare de Zugló (hongrois : Zugló vasútállomás, prononcé [ˈzugloː ˈvɒʃuːtaːllomaːʃ]) est une gare ferroviaire secondaire de Budapest.

## Service des voyageurs

### Desserte
La gare assure un accès voyageur vers le sud-est de la Hongrie, notamment les villes de Szolnok et Kecskemét. Elle est reliée à la gare de Budapest-Nyugati.